# Okręty podwodne typu ST
Okręty podwodne typu ST – typ szybkich okrętów podwodnych zaprojektowanych przez Japończyków pod koniec II wojny światowej. Czasami od pierwszej jednostki serii nazywane typem I-201. Nie zdążyły one odegrać żadnej roli w wojnie na Pacyfiku.

## Historia
W połowie 1943 roku, zakładając wzrost znaczenia floty podwodnej w wojnie na Pacyfiku oraz analizując doświadczenia niemieckich sojuszników zdecydowano się na budowę szybkich okrętów podwodnych. Projektując nowy typ użyto dokumentacji technicznej floty U-Boot-Waffe, przekazywanych Japończykom drogą radiową oraz uzyskanych podczas rejsu I-8 do Europy. Wykorzystano także wnioski z wcześniejszego prototypowego szybkiego okrętu podwodnego własnej konstrukcji No 71.
Nowy sposób walki zakładał użycie okrętów typu ST w grupach liczących kilka jednostek. Ich celem miały być amerykańskie lotniskowce niszczone konwencjonalnymi torpedami z bliskich odległości. Zasięg operacyjny ST wykluczał ich stosowanie na zachodnim brzegu Stanów Zjednoczonych.
Poza mniejszymi, przybrzeżnymi okrętami typu STS oraz miniaturowymi okrętami podwodnymi były to jedyne budowane przez Japonię bojowe okręty podwodne pod koniec II wojny światowej. Program wojenny 44/45 zakładał wybudowanie 76 jednostek tego typu.

## Konstrukcja
Okręty tego typu nie były kopią niemieckich okrętów typu XXI, choć pewne rozwiązania technologiczne zostały z nich zapożyczone – na przykład specyfika budowy akumulatorów zwiększająca ich pojemność. Chrapy umożliwiały korzystanie z 6-cylindrowych silników wysokoprężnych także na głębokości peryskopowej. Stery głębokości znajdowały się na dziobie oraz rufie. Okręt napędzany był przez 2 śruby, inaczej niż w przypadku No 71 oraz STS posiadających 1 śrubę. Zapas paliwa wynosił 95 ton.
Autonomiczność okrętu szacowano na 30 dni.

## Uzbrojenie i wyposażenie
Okręt wyposażono w 2 pojedyncze działka przeciwlotnicze Typu 96 kalibru 25 mm, z zapasem wynoszącym 1800 sztuk amunicji. 4 wyrzutnie torpedowe były przystosowane do odpalania torped parogazowych Typ 95 lub elektrycznych Typ 92.
Dwa z budowanych okrętów (I-207, I-208) miało być przystosowanych do odpalania torped samobójczych Kaiten.
Wyposażenie obejmowało szumonamiernik, sonar oraz dwa rodzaje radarów – obserwacji morskiej (Typ 3 model 2) oraz powietrznej (Typ 3 model 3).

## Produkcja i zastosowanie bojowe
Dzięki zastosowaniu elementów produkcji seryjnej, produkcja odbywała się bardzo szybko. Budowę prototypowego I-201 rozpoczęto w marcu 1944 roku, a zwodowany został w listopadzie (w lutym 1945 wcielony do służby). Ponadto rozpoczęto budowę I-202, I-203, I-204, I-205, I-206, I-207 oraz I-208, ale przed kapitulacją ukończono tylko dwa pierwsze. Nie rozpoczęto budowy kolejnych zamówionych okrętów (I-209 do I-223).
Okręty te nie odegrały jakiejkolwiek roli w działaniach wojennych. Ze względu na całkowity brak paliwa, nie odbyły one żadnego patrolu, jedynie I-201 miał kilka testowych rejsów próbnych. Część budowanych jednostek została zniszczona lub uszkodzona podczas alianckich nalotów. Większość z nich zezłomowano krótko po wojnie.